# Nouvelles Éditions Caribéennes
Les Éditions Caribéennes, basées à Paris et créées par Alex Roy-Camille (1946-1993) et sa compagne Ketty, était une des rares maisons d'édition dirigées par des Antillais. Elle a publié tant des romanciers et des poètes (Aimé Césaire, Patrick Chamoiseau, Jean-Henri Azéma,  Gilbert Aubry, Joseph Zobel, René Louise, etc.) que des essayistes ou des scientifiques dans des domaines très variés.
En 2010, l'activité a été reprise par les Nouvelles éditions Caribéennes.

## Auteurs publiés
- Aimé Césaire
- Patrick Chamoiseau
- Jean-Henri Azéma
- Gilbert Aubry
- Joseph Zobel
- René Louise
- Jean-Jacques Seymour

## Sources
1. ↑  pas de société à ce nom dans les sociétés radiées de source infogreffe - consultation du 19 mars 2019
2. ↑  Elsa Schifano, L'édition africaine en Franceportraits, L'Harmattan, 2003,  (ISBN 2747536378) (extraits en ligne)
3. ↑  « Chiffre d'affaires, résultat, bilans de la nouvelle société », sur www.societe.com (consulté le 19 mars 2019)